# Виа Америна
Виа Америна (на латински: Via Amerina) e римски път, построен през 3 век пр.н.е., започвал от Рим и водел до Америя (днес Амелия), дал името на пътя, и Перузия (днес Перуджа).
Той свързвал Виа Касия с Виа Фламиния.
Вероятно е построен между 241 и 240 пр.н.е. на територията на фалиските и през 220 и 219 пр.н.е. от цензор Гай Фламиний. При Baccanae (Statio ad Vacanas се свързвал с Виа Касия. Пътят минавал южно от Непет (на 45 км северно от Рим) в Лацио, и се свързвал при Губио с Виа Фламиния.
На пътя се намирал древния град Фалерии (Нови). На пътя се намирал мостът Понте Непесино на 3 км южно от град Непи. През Средновековието този път е много важен, понеже бил единствената връзка между Рим и Екзархат Равена. Една малка част от пътя с настилка е запазена при Тре Понти.